# حاجبية قيليقية
الحاجبية القيليقية (باللاتينية: Ophrys cilicica) نوع نباتي ينتمي إلى جنس الحاجبية من الفصيلة السحلبية.

## الموئل والانتشار
موطن هذا النوع بلاد الشام وبعض مناطق شمال حوض البحر الأبيض المتوسط.

## مرادفات للاسم العلمي
- (باللاتينية: Ophrys kurdica D.Rückbr. & U.Rückbr.)
- (باللاتينية: Ophrys kurdica subsp. kurdistanica (Renz) Soó)
- (باللاتينية: Ophrys kurdistanica Renz)